# Kauhajoki
Kauhajoki (pronuncia Finlandese: [ˈkɑu̯hɑˌjoki] : che letteralmente significa: "fiume mestolo") è una città e un comune finlandese. Collocata nella provincia della Finlandia Occidentale, fa parte della regione dell'Ostrobotnia Meridionale, è situata a 59 chilometri (37 miglia) sud-ovest dalla città di Seinajoki. La popolazione locale ammonta a 12750 abitanti e il comune copre un'area di 1.299 km2 (501.59 miglia quadrate) di cui 16.46 km2 sono di acque interne alla città (1 Gennaio 2018). La densità di popolazione è di 9.92/km2. La città è monolingua e si parla finlandese.
I comuni confinanti a Kauhajoki sono Isojoki a sud-ovest, Kankaanpaa a sud, Karijoki a ovest, Karvia a sud-est, Teuva a est e infine Kurikka a nord. Kauhajoki è il centro del sud della regione del Suppohja.

## Geografia
Gran parte di Kauhajoki è collocata a nord dello spartiacque del Suomenselka. La maggior parte della zona municipale è leggermente in pendenza da ovest a nord. Al confine tra Kauhajoki e Isojoki è situato Lauhanvuori, uno dei punti più alti della Finlandia Occidentale, il quale raggiunge 231 metri sul livello del mare. Comunque, il punto più alto sopra citato è collocato più in prossimità di Isojoki circa a dieci metri dal confine con Kauhajoki.  Il parco nazionale di Lauhanvuori e Kauhaneva-Pohjankangas, un secondo parco nazionale locato sempre in prossimità di Kauhajoki, appartengono all’ Unesco Geoparco di Lauhanvuori-Hämeenkanga

## Storia
I primi stabilimenti permanenti nella zona di Kauhajoki risalgono al sedicesimo secolo infatti nel 1584 venne costruita la chiesa di Kauhajoki. Quando l’Unione Sovietica attaccò la Finlandia nella guerra d’Inverno, agli inizi di Dicembre del 1939, il parlamento Finlandese venne evacuato e la legislatura si stabilì temporaneamente a Kauhajoki, all’epoca considerata una piccola cittadina nella Finlandia occidentale molto lontana dal fronte di battaglia. Il parlamento eseguì 34 sessioni plenarie nella città, con l’ultima che si tenne il 12 Febbraio 1940.

## Sport
Al giorno d’oggi in città lo sport di maggiore successo è il basket, capitanato dalla squadra di professionisti dei “Karhu Basketball team”, è considerata la società di maggior successo in tutta la Finlandia confermandosi vincitrice del campionato nazionale di massima categoria negli anni 2018, 2019 e 2022. Nel 2021 la squadra si è confermata seconda mentre nel 2020 il campionato non ha avuto alcun vincitore a causa dello stop per pandemia da Covid-19. Nella stagione in corso (2022-2023) la squadra gareggia anche nel campionato europeo della FIBA Europe Cup. La struttura sportiva che ospita la squadra di basket è la IKH Areena la quale può arrivare ad ospitare 3600 tifosi corrispondente a più di un quarto della popolazione locale.
Nel corso della storia sportiva ci sono stati anche altri atleti nati a Kauhajoki che hanno segnato la storia sportiva locale.
1. Juoko Salomaki, nato a Kauhajoki è risultato campione olimpico nel 1984 nel wrestling Greco-romano.
2. Kaarlo Maaninka, vive attualmente ancora a Kauhajoki ed è risultato vincitore della medaglia olimpica di argento e bronzo nella corsa a lunga distanza. Ha anche rappresentato il club cittadino dei “Kauhajoen Karhu” durante la sua carriera.
3. Vesa Hietalahti, nato e cittadino in kauhajoki, è risultato vincitore della medaglia di argento nel campionato mondiale del 2003 nel biathlon. Ha rappresentato il club cittadino dei “kauhajoen karhu” durante la sua carriera.
4. Heli Koivula Kruger, nata a kauhajoki, è risultata vincitrice della medaglia di argento nel salto triplo. Anche lei ha rappresentato il club cittadino dei “kauhajoen karhu” durante la sua carriera.
5. Jani Haapamaki, nato a Kauhajoki, è stato il vincitore del campionato Europeo del 2009 di wrestling Greco-Romano, ha anche lui rappresentato il club cittadino dei “kauhajoen karhu” nel corso della sua carriera.